# Славутский район
Славу́тский райо́н (укр. Славутський район) — упразднённая административная единица на севере Хмельницкой области Украины. Административный центр — город Славута.

## География
Площадь 1170 км2.

## История
23 сентября 1959 года к Славутскому району была присоединена часть территории упразднённого Берездовского района.
Район ликвидирован 19 июля 2020 года в рамках административно-территориальной реформы на Украине, его территория вошла в состав Шепетовского района.

## Демография
Население района составляет 28 414 человек (данные 2019 г.).

## Административное устройство
Количество советов:
- городских — 1
- поселковых — 0
- сельских — 36

Количество населённых пунктов:
- городов районного значения — 1
- посёлков городского типа — 0
- сёл — 79
- посёлков сельского типа — 0

## Населённые пункты
Список населённых пунктов района находится внизу страницы

## Культура
Дом-музей Николая Островского, автора книги "Как закалялась сталь" и др.,в селе Берездов.

## Достопримечательности
Дом-музей Николая Островского, автора книги "Как закалялась сталь" и др.,в селе Берездов.
"Поле памяти" - мемориал павшим воинам во время Великой Отечественной войны.